# Municipio de De Roche
El municipio de De Roche (en inglés: De Roche Township) es un municipio ubicado en el condado de Hot Spring en el estado estadounidense de Arkansas. En el año 2010 tenía una población de 1310 habitantes y una densidad poblacional de 9,87 personas por km².

## Geografía
El municipio de De Roche se encuentra ubicado en las coordenadas 34°20′35″N 93°4′5″O / 34.34306, -93.06806. Según la Oficina del Censo de los Estados Unidos, el municipio tiene una superficie total de 132.78 km², de la cual 132,78 km² corresponden a tierra firme y (0 %) 0 km² es agua.

## Demografía
Según el censo de 2010, había 1310 personas residiendo en el municipio de De Roche. La densidad de población era de 9,87 hab./km². De los 1310 habitantes, el municipio de De Roche estaba compuesto por el 96,79 % blancos, el 0,38 % eran afroamericanos, el 0,23 % eran amerindios, el 0,23 % eran asiáticos, el 1,07 % eran de otras razas y el 1,3 % eran de una mezcla de razas. Del total de la población el 2,44 % eran hispanos o latinos de cualquier raza.